# 第23回世界スカウトジャンボリー
第23回世界スカウトジャンボリー（だい23かいせかいスカウトジャンボリー、英語: 23rd World Scout Jamboree、フランス語: 23e Jamboree Scout Mondial）とは、2015年（平成27年）7月28日から8月8日までの12日間、日本の山口県山口市きらら浜で開催された世界スカウト機構主催の4年に1度開催されるスカウトの大会。「23WSJ」とも表記されることがある。
日本での開催は2度目で、1971年（昭和46年）に静岡県朝霧高原で開催された第13回世界ジャンボリー以来44年ぶりである。

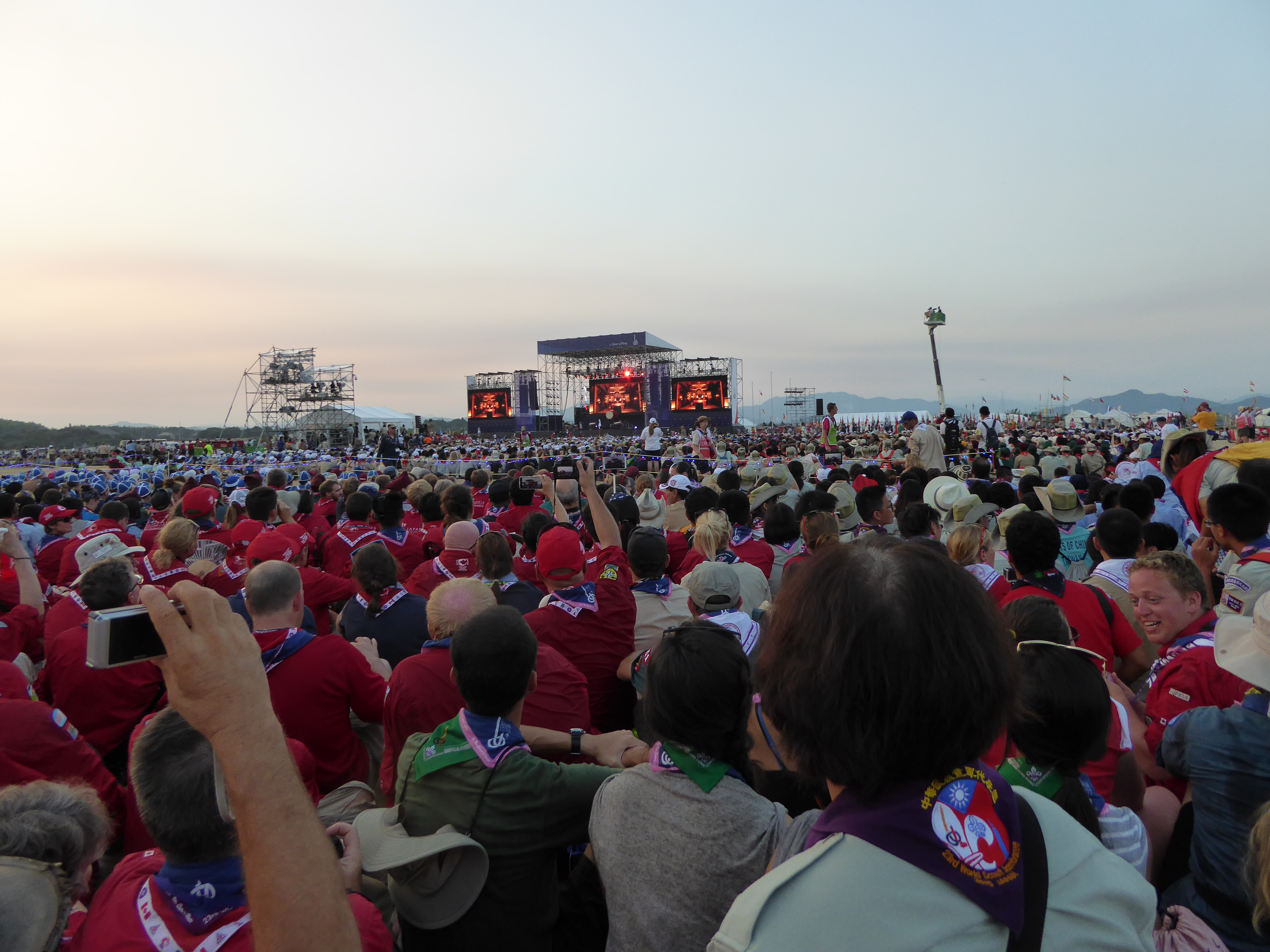

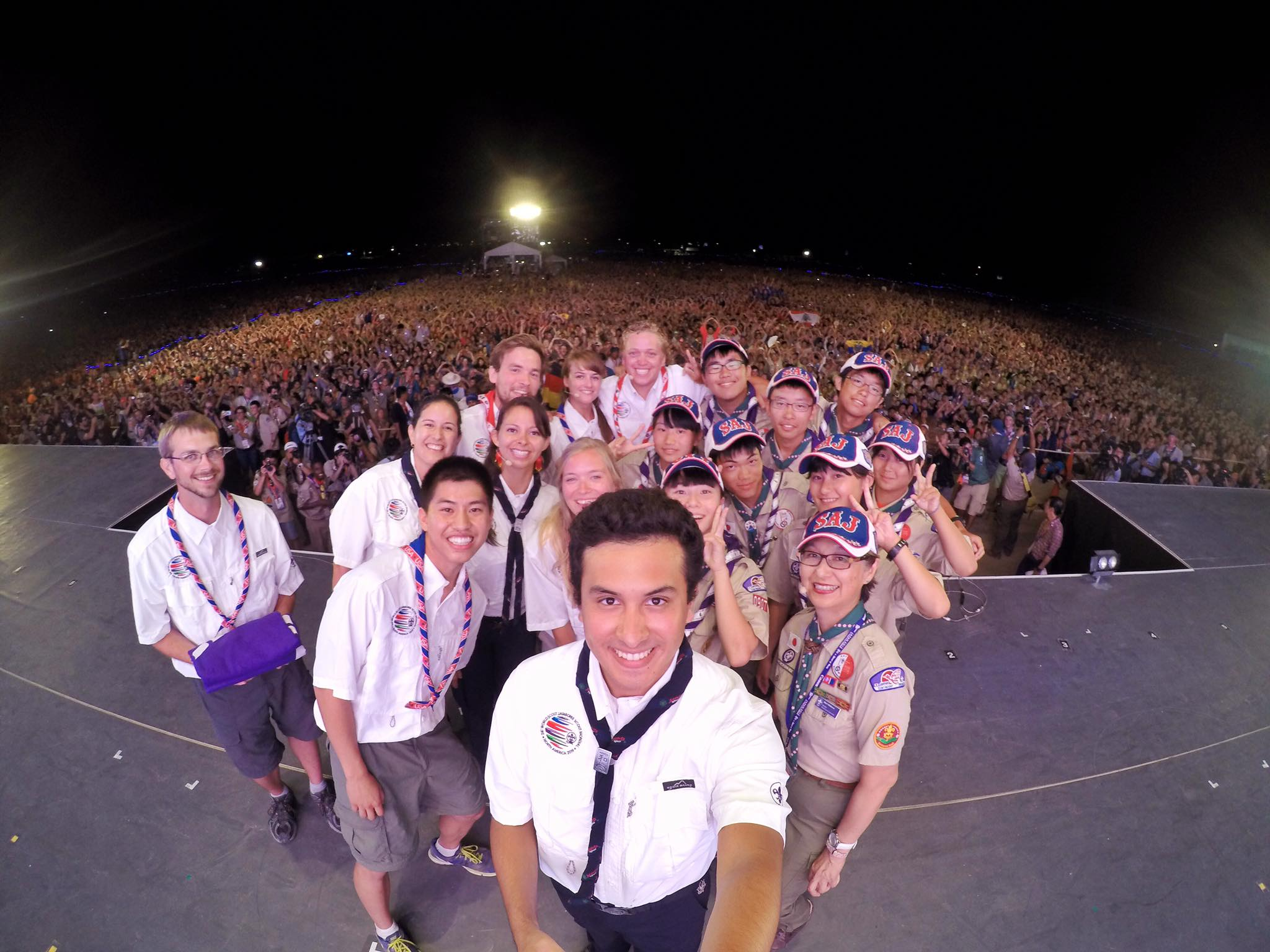

## 概要
本大会は12日間に渡って開催され、155の国と地域から33,628人(日本からは6,651人)が参加した。デイビジターと呼ばれる日帰り見学者は73,682人にのぼった。また、「オペレーションきらら」と題した招待事業を行い、経済的に参加が難しい85の国と地域から452人を招待した。世界スカウトジャンボリーの招待事業としては過去最大となった。
大会テーマは"和 [WA]: a Spirit of Unity"（仏語：≪和[WA], Un Esprit d'Unité≫）。会場となる山口県山口市きらら浜は広島市にも近いことから、「広島ピースプログラム」という平和学習のプログラムが設定された。
きらら浜のうち、山口県立きらら浜自然観察公園として整備されたエリアを除く全区画（山口きらら博記念公園・道の駅きらら あじすを含む）を活用し、キャンプサイト12か所、ワールドスカウトセンター1か所を設置し、各種プログラムが行われた。また、きらら博記念公園エリアでは山口県主催で国際交流イベント「やまぐちジャンボリーフェスタ」が開催された。

## 参加資格
- 参加スカウト（ボーイスカウト、ベンチャースカウト） - 1997年7月27日から2001年7月28日までに生まれた者を原則とする。特別な配慮を必要とする（障害者）スカウトの参加も歓迎。
- 参加隊指導者 - 2015年4月1日現在、満20歳以上の成人指導者で、日常会話程度の英語またはフランス語が出来ることが望ましい（いない場合、参加隊指導者のうち1人を1997年7月26日以前に生まれた者で、英語または仏語で行われる会議を理解出来る加盟員を副長補として選任できる）。女子スカウトが含まれる参加隊には、女性指導者参加が必要。
- 国際サービスチーム員（IST） - 1997年7月26日以前に生まれた（大会開催時に満18歳以上の）指導者またはローバースカウト（英語または仏語で業務ができる者が望ましい）。ジャンボリーを成功に導くためのボランティアのチームの一員で、大会2日前〜1日後まで滞在が標準の大会参加者。ISTのみ特例として7月25日〜8月1日、8月1日〜9日、の部分参加も可能。

## 経緯
- 2006年（平成18年）5月 - ボーイスカウト日本連盟理事会で世界スカウトジャンボリー招致計画が承認される。
- 2007年（平成19年）4月 - 招致会場が山口県山口市きらら浜に決定し、世界スカウト機構に正式立候補を表明。
- 2008年（平成20年）7月 - 大韓民国済州島で開催された第38回世界スカウト会議において、各国連盟の投票により535票対364票でシンガポールに勝利し、日本での開催が決定。山本ミッシェールのぞみ、野寺貴彦及び現役のスカウトがプレゼンテーションを務めた。
- 2010年（平成22年）
  - 6月 - 第23回世界スカウトジャンボリー日本委員会が設立。
  - 8月 - 静岡県の朝霧高原で第15回日本ジャンボリーが開催。世界ジャンボリーを見据えてのプログラム設定をおこなった。
- 2011年（平成23年）
  - 8月 - スウェーデン王国で実施された第22回世界スカウトジャンボリーにおいて、本大会のPRを実施。
  - 12月 - 本大会への行政の協力を野田内閣が閣議了解。
- 2013年（平成25年）8月 - 山口県山口市きらら浜で23WSJのプレジャンボリーをアジア太平洋地域スカウトジャンボリー・第16回日本ジャンボリーとして開催。
- 2015年（平成27年）7月28日から8月8日 - 第23回世界スカウトジャンボリー開催。

## 基本日程
- 7月25日 - 大会運営スタッフ到着
- 7月26日 - 大会運営スタッフトレーニング（28日まで）
- 7月27日 - 日本参加者（半数）到着
- 7月28日 - 日本参加者（半数）到着、外国参加者到着、日本派遣団結団式
- 7月29日 - 外国参加者到着、開会式
- 7月30日 - プログラム＆アクティビティ
- 7月31日 - プログラム＆アクティビティ
- 8月1日 - プログラム＆アクティビティ
- 8月2日 - 文化交流日（宗教儀礼、ワールド・フード・フェスティバル、アリーナショーなど）
- 8月3日 - プログラム＆アクティビティ
- 8月4日 - プログラム＆アクティビティ
- 8月5日 - プログラム＆アクティビティ
- 8月6日 - プログラム＆アクティビティ
- 8月7日 - プログラム＆アクティビティ、閉会式
- 8月8日 - 外国参加者出発、日本参加者（半数）出発
- 8月9日 - 日本参加者（半数）出発、大会運営スタッフ出発

## 会場
きらら浜の約1km×3kmの土地には、34,000人近くを収容できるキャンプサイトと場内プログラム会場、そして見学者入場可能エリアが設けられた。

## 大会中の生活
ジャンボリーの生活は約40人の隊単位が基本で、隊ごとに大会より指定された約20m×25mの区画でキャンプ生活し、自分たちで調理した食事もそこで摂った。食材は朝夕にハブへ取りに行き、カートリッジ式のガスコンロなどで調理した。昼食はプログラムに参加できるように携行食が提供された。
参加隊が生活するキャンプサイト全体を12個のサブキャンプ（SC）に分け、SC4つごとにハブが設置された。各ハブに超大型テントが1つ設置され、ハブ本部、SC本部、交流会場、食糧配給所、緊急避難所などの役割を果たした。ハブおよびサブキャンプの名称は以下の通りである。
- Northern
  - Akagi
  - Bandai
  - Chokai
  - Daisetsu
- Eastern
  - Ena
  - Fuji
  - Goryu
  - Hotaka
- Western
  - Ishizuchi
  - Jakuchi
  - Kuju
  - Miyanoura

ISTなど大会運営に関わる成人参加者専用のキャンプサイトである成人生活エリアは他の参加者（参加隊）のキャンプサイトとは別に設置され、参加者（18歳未満）の立ち入りは制限されていた。成人生活エリア自体は3つに分散したが、1つのスタッフ食堂を全員で利用して食事を摂っていた。なお、成人生活エリアにもハブ名（Southern）、サブキャンプ名（Zao）が存在する。 
- Southern
  - Zao

## 第23回世界スカウトジャンボリー日本委員会
政界・財界等からの大会開催支援を得るため、2010年（平成22年）に設立された。

### 主な役員
総裁
- 森喜朗（衆議院議員、元内閣総理大臣）

顧問
- 麻生太郎（衆議院議員、元内閣総理大臣）
- 羽田孜（衆議院議員、元内閣総理大臣）
- 西岡武夫（参議院議員、元文部大臣）
- 高村正彦（衆議院議員、元外務大臣）

名誉会長
- 安倍晋三（衆議院議員、元内閣総理大臣）

会長
- 御手洗冨士夫（日本経済団体連合会名誉会長）

副会長
- 逢沢一郎（衆議院議員、ボーイスカウト振興国会議員連盟会長）
- 二井関成（元山口県知事、ボーイスカウト山口県連盟会長）
- 米倉弘昌（日本経済団体連合会会長）
- 奥島孝康（元早稲田大学総長、公益財団法人ボーイスカウト日本連盟理事長）

## 大会テーマソング
- 『A Spirit of Unity』（作詞・曲：池之上覚皇）

## 主な来賓
- 皇太子徳仁親王
- 安倍晋三（内閣総理大臣）
- 下村博文（文部科学大臣）
- 村岡嗣政（山口県知事）
- 野口聡一（宇宙飛行士）

来賓の数は合計149人、38カ国
スカウトゲストは192人、23カ国

## その他公式記録[2]
- 916,961個のロールパンを食べた。
- 160,905食の朝食・夕食がスタッフ食堂で提供された。
- 7,085人が日本でのホームステイに参加した。
- のべ3,158台のバスが大会にチャーターされた。
- 90台以上の携帯電話が遺失物として扱われた。
- 29,832巻のトイレットペーパーが使用された（4,475km相当）。
- 754のシャワーが設置された。
- 813のトイレが設置された。